# (24981) Shigekimurakami
(24981) Shigekimurakami est un astéroïde de la ceinture principale.

## Description
(24981) Shigekimurakami est un astéroïde de la ceinture principale. Il fut découvert le 22 mai 1998 à Kuma Kogen par Akimasa Nakamura. Il présente une orbite caractérisée par un demi-grand axe de 2,17 UA, une excentricité de 0,15 et une inclinaison de 5,0° par rapport à l'écliptique.
Il est nommé d'après l'astronome amateur Shigeki Murakami.

## Compléments